# Benjamin Verrecchia
Pour les articles homonymes, voir Verrecchia.
Benjamin Verrecchia, né le 4 avril 1985, est un comédien, humoriste et vidéaste web français.

## Biographie
Après un baccalauréat série STT (Sciences et Technologie Tertiaire) et deux ans d'études en BTS Communication, il réalise en 2006 un voyage en Irlande pendant presque une année, où il enchaîne les petits boulots : salarié dans un centre d'appel, loueur de voitures, commercial, etc.[réf. nécessaire]
À son retour en France, il travaille en tant que conseiller financier pendant un an, avant de partir au Mexique et de se retrouver, par un concours de circonstances, à donner des cours de français.[réf. nécessaire]
Il écrit son premier spectacle d'humour en août 2011, à l'occasion du Chambé'Art Festival qui lance véritablement sa carrière : Laurent Violet (humoriste, acteur et chroniqueur de France Inter), le remarque et lui ouvre les portes du Théâtre des Feux de la Rampe (Paris 9e), dans lequel il joue pendant trois semaines,.
Il passe par la suite une audition au Théâtre du Point-Virgule (Paris 4e) devant la directrice Antoinette Colin, qui lui propose de jouer avec la troupe dans les éditions 2012 et 2013 de l'évènement Le Point-Virgule fait l'Olympia et Bobino. Il crée en parallèle son one-man-show, qu'il produit toutes les semaines au Point-Virgule, recevant ainsi de très bonnes critiques. Son aventure au Point-Virgule a débuté en 2012, alors qu'il avait aux alentours de 27 ans, et s'est achevée en 2014.
Il entame début 2014 sa première tournée en one-man-show[réf. à confirmer]. Le 16 février 2014, il passe dans l'émission de Michel Drucker sur France 2, Vivement dimanche[pertinence contestée].
Au côté de Stéphane Murat et Alexis Macquart, il joue dans le spectacle Ex and the City (plus tard modifié en Ex in the City) au Grand Point-Virgule en 2016 puis au Café de la Gare en 2017.
Le 7 septembre 2017, il ouvre sa chaîne YouTube où il se produit régulièrement en collaboration avec Pierre Croce. Elle totalise plus d'un million et demi d'abonnés en 2020. Par ailleurs, il est associé à l’agence Maison Grise qui accompagne les influenceurs sur des plateformes telles que YouTube.
Il se produit au Sentier des Halles en 2018, dans un spectacle en duo avec Pierre Croce.
Le 13 octobre 2020, il ouvre une nouvelle chaîne YouTube nommée « Chef Verrecchia », qui totalise 160 000 abonnés deux semaines plus tard.
En septembre 2021, il publie un livre de recettes de cuisine intitulé Kiff Food.

## Spectacles
- 2012 : Le Point-Virgule fait l'Olympia et Bobino
- 2012 : Benjamin Verrecchia
- 2016 : Ex and the city (Ex in the city)
- 2018 : Pierre Croce et Benjamin Verrecchia

## Apparitions
- 2010 : clip Désolé de Sexion d'assaut : un policier

## Publications
- Kiff Food : Chef Verrecchia, Larousse, 144 p., 2021[8].
- Kiff Food 2 : USA, Larousse, 144 p., 2022  (ISBN 978-2036028258)
- (avec Pierre Croce, David Kuhn et Diane Fayolle) Les aventures de pierre et ben, Link Digital Spirit, 2023.